# 各務原市陵南福祉センター
各務原市陵南福祉センター（かかみがはらしりょうなんふくしセンター）は、岐阜県各務原市にある各務原市が運営する公共施設。

## 概要
市民の福祉増進、文化生活の普及及びコミュニティ活動の促進を図ることを目的とする施設であり、各務原市内にある福祉センターの一つである。一般財団法人各務原市施設振興公社が指定管理者である。
1993年（平成5年）11月1日開館。
名称は各務原市立陵南小学校の通学区域（鵜沼朝日町、鵜沼大伊木町など）の住民のための施設であることによる。

## 施設
- 集会室
- 遊戯室
- 休養室（和室）
- 会議室
- 研修室（A・B・C・D）

## 利用案内
- 住所：岐阜県各務原市鵜沼朝日町2丁目384-1
- 利用時間：9:00 - 21:00
- 休館日：年末年始（12月29日 - 1月3日）

## 周辺施設
- 東ライフデザインセンター
- 朝日公民館